# Abraham Shatimuene
Abraham Shatimuene est un footballeur namibien né le 2 avril 1986 à Windhoek.
Il a participé à la Coupe d'Afrique des nations 2008 avec l'équipe de Namibie.

## Carrière
- 2006-07 : United Africa Tigers ( Namibie)
- 2006- : Primeiro de Agosto ( Angola)